# John Albert André Augustinius
John Albert André Augustinius, född 1 augusti 1884 i Västrum, död 21 januari 1956 i Ukna, var kyrkoherde i Nykils pastorat från 1921. Han gifte sig 1915 med Helfrid Märta Viktoria Gyllenhammar (1882–1946).

## Föräldrar
- Adam Gustafsson, diversearbetare
- Clara Ring

## Barn
- John Arne Alfred (f. 1918)

## Biografi
Augustinus var student vid Fjellstedtska skolan i Upsala 1906, tog teologisk-filosofisk examen 1907 och teologie kandidat 1909, gjorde praktisk-teologiska prov 1909 och prästvigdes 1909. Han var tillfällig komminister i Grebo och Värna 1912–1915, komminister i Mörlunda och Tveta från 1914 med tillträdan 1915, samt kyrkoherde i Nykils pastorat från 1921 med tillträdan 1922.